# Pseudofentonia argentifera
Pseudofentonia argentifera är en fjärilsart som beskrevs av Moore 1865. Pseudofentonia argentifera ingår i släktet Pseudofentonia och familjen tandspinnare. Inga underarter finns listade i Catalogue of Life.